# 레푸블리카역 (밀라노 지하철)
레푸블리카역(이탈리아어: Repubblica)은 밀라노 지하철 3호선의 역이다. 1984년부터 공사를 시작하여 1990년 5월 3일 문을 열었다.
이 역은 동명의 광장 아래의 지하에 위치해 있다. 선로 2개를 가지고 있으며, 섬식 승강장 구조로 되어있다.
이 역을 통해 그 지역의 호화로운 많은 호텔들과 더불어 사무소와 국세청, 토지 등기소, 코치 저수지 유적, 전시회 부스, 두냐니 궁전 (Palazzo Dugnani), 롬바르디아 주의 관공서 몇 곳으로 갈 수 있다.

## 환승
레푸블리카 역의 주요 환승 교통수단은 밀라노 레푸블리카 역이다.
역 근처에 ATM가 운영하는 트램 정거장과 버스 정류장이 있다.
- 철도역 (밀라노 레푸블리카)
- 트램 정거장 (Repubblica M3, 1, 9, 10, 33번)
- 버스 정류장

## 시설
이 역에는 다음과 같은 시설이 있다.
- 장애인 승객을 위한 승차 시설
- 엘레베이터
- 에스컬레이터
- 승차권 자동 판매기
- 역 감시카메라

## 같이 보기
- 밀라노 레푸블리카 역